# Filippo Berardi
Filippo Berardi (ur. 18 maja 1997 w San Marino) – sanmaryński piłkarz występujący na pozycji napastnika w klubie SS Cosmos oraz w reprezentacji San Marino.

## Kariera klubowa
Karierę na poziomie seniorskim rozpoczął we włoskim klubie Rimini FC (Serie C2). Zagrał tam w 24 meczach, zdobywając jedną bramkę. W 2015 roku przeniósł się do Torino FC. Choć w pierwszej drużynie nie wystąpił ani razu, to w juniorskich zespołach tego klubu Berardi wybiegał na murawę 50 razy i strzelił 14 goli. Z zespołem U-20 wywalczył Młodzieżowy Superpuchar Włoch. W czasie pobytu w Torino FC był dwukrotnie wypożyczany: do SS Juve Stabia (26 meczów, 2 gole) i do SS Monopoli 1966 (18 meczów i 1 gol). 14 sierpnia 2019 Berardi podpisał dwuletni kontrakt z US Vibonese Calcio (Serie C), gdzie rozegrał 45 spotkań i strzelił 5 bramek. W lipcu 2021 roku jako wolny agent został graczem klubu Ancona-Matelica (Serie C). Miesiąc później doznał zerwania więzadła krzyżowego przedniego w lewej nodze, w wyniku czego przeszedł zabieg chirurgiczny i półroczną rekonwalescencję. W styczniu 2022 roku, wkrótce po wznowieniu treningów, jego uraz odnowił się.

## Kariera reprezentacyjna
Berardi zaczął swoją karierę reprezentacyjną w 2013 roku od występu w drużynie San Marino U-17. Zagrał tam łącznie w 3 spotkaniach, nie zdobywając żadnej bramki. W 2015 roku zadebiutował w reprezentacji U-21. Wystąpił w jej barwach 3 razy, nie strzelił ani jednego gola.
4 września 2016 zadebiutował w seniorskiej reprezentacji San Marino w meczu z Azerbejdżanem, przegranym 0:1. 16 listopada 2019 strzelił pierwszą bramkę w drużynie narodowej w spotkaniu przeciwko Kazachstanowi w eliminacjach Mistrzostw Europy 2020 (1:3). Był to pierwszy gol zdobyty przez Sanmaryńczyków od 7 września 2017, kiedy to bramkę strzelił Mirko Palazzi.

### Bramki w reprezentacji
| Lp. | Data              | Miejsce                        | Przeciwnik | Bramka | Rezultat | Ranga meczu                       |
| --- | ----------------- | ------------------------------ | ---------- | ------ | -------- | --------------------------------- |
| 1.  | 16 listopada 2019 | San Marino Stadium, Serravalle | Kazachstan | 1:3    | 1:3      | Eliminacje Mistrzostw Europy 2020 |
| 2.  | 20 listopada 2023 | San Marino Stadium, Serravalle | Finlandia  | 1:2    | 1:2      | Eliminacje Mistrzostw Europy 2024 |

## Sukcesy

### Zespołowe
Torino FC U-20
- Młodzieżowy Superpuchar Włoch: 2015

### Indywidualne
- Golden Boy: 2018[1]